# Neoncicola bursata
Espèce
Synonymes
- Oncicola bursata Meyer, 1931 - protonyme

Neoncicola bursata est une espèce d'acanthocéphales de la famille des Oligacanthorhynchidae. C'est un parasite digestif d'un félin de Malaisie.